# Nurague Arrubiu
El nurague Arrubiu ('nurague rojo' en sardo) es un complejo nurágico situado en el término municipal de Orroli, en la provincia de Cerdeña del Sur. Debe su nombre tal vez al característico color rojizo que le da la presencia de hierro en el basalto del que están formados sus bloques, o quizá, en otra interpretación, al color también rojizo de los líquenes que crecen en sus paredes. Parece ser el nurague más grande y complejo de Cerdeña, y es uno de los principales monumentos protohistóricos de toda Europa occidental.

## Elnurague

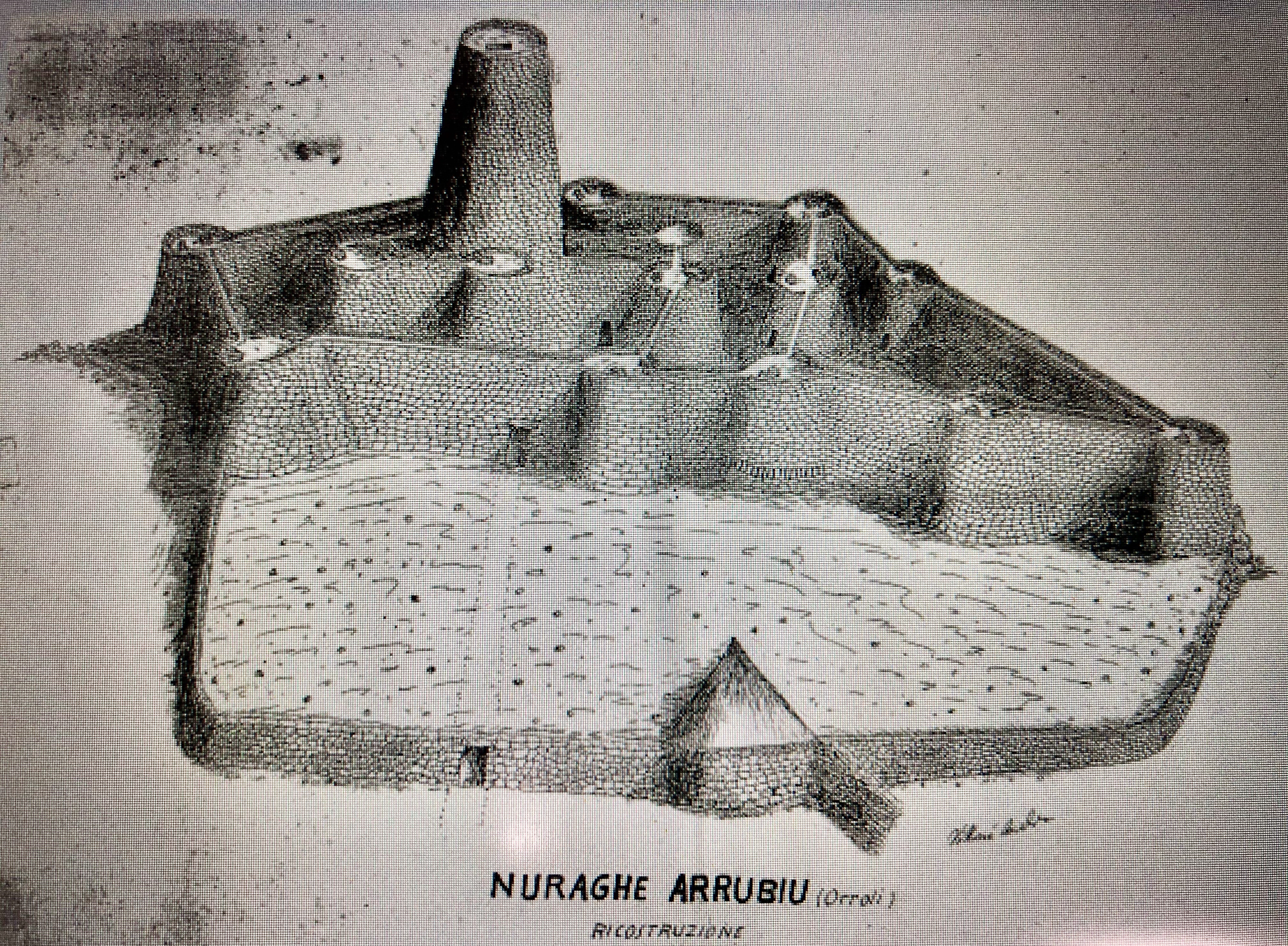
Reconstrucción del nurague Arrubiu por Vittorio Anedda

El complejo nurágico data de alrededores del año 1500 a. C. Se ha podido fechar gracias al hallazgo de restos de cerámica micénica en el estrato inferior del patio y de la torre central. Su colapso se ha fechado en el siglo IX a. C. Se produjo por motivos aún sin determinar, y el lugar permaneció deshabitado hasta el año 100 a. C., con la llegada de los romanos. Desde entonces se utilizó de nuevo hasta el siglo V d. C. Es uno de los pocos nuragues construidos según un «proyecto» constructivo,así como uno de los más grandes. Está compuesto por una gran torre central rodeada por otras cinco torres, alrededor de las cuales hay una muralla interior, y por siete torres más que configuran otra muralla exterior, que encierra varios patios en torno al baluarte. También hay un segundo lienzo de muralla exterior con cinco torres, y una tercera muralla con otras tres torres, no comunicadas con las anteriores. El número total de torres, pues, es de veintiuna. En total el nurague cubría una superficie superior a 5000 m².

### Estructura

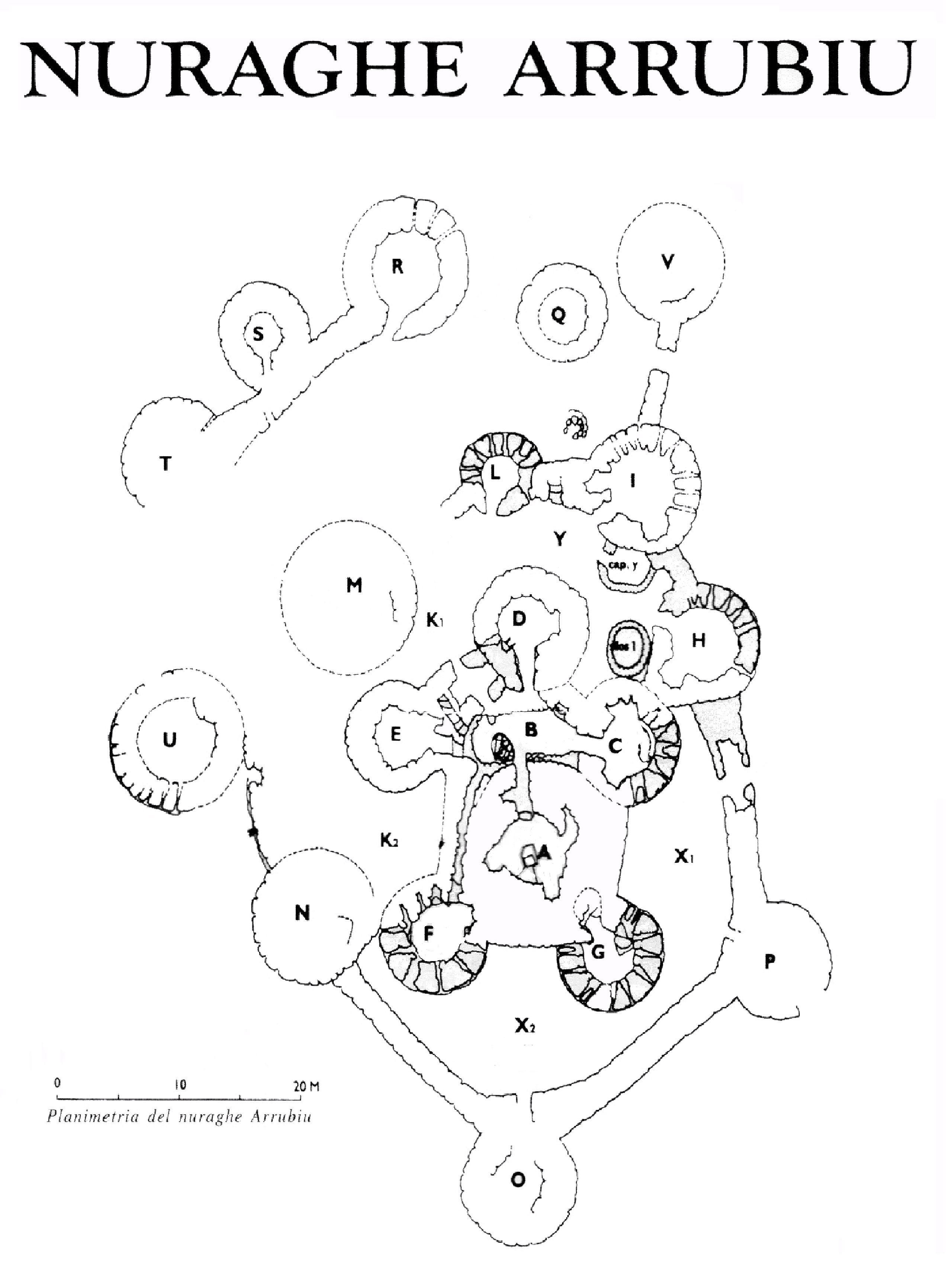
Plano del nurague Arrubiu

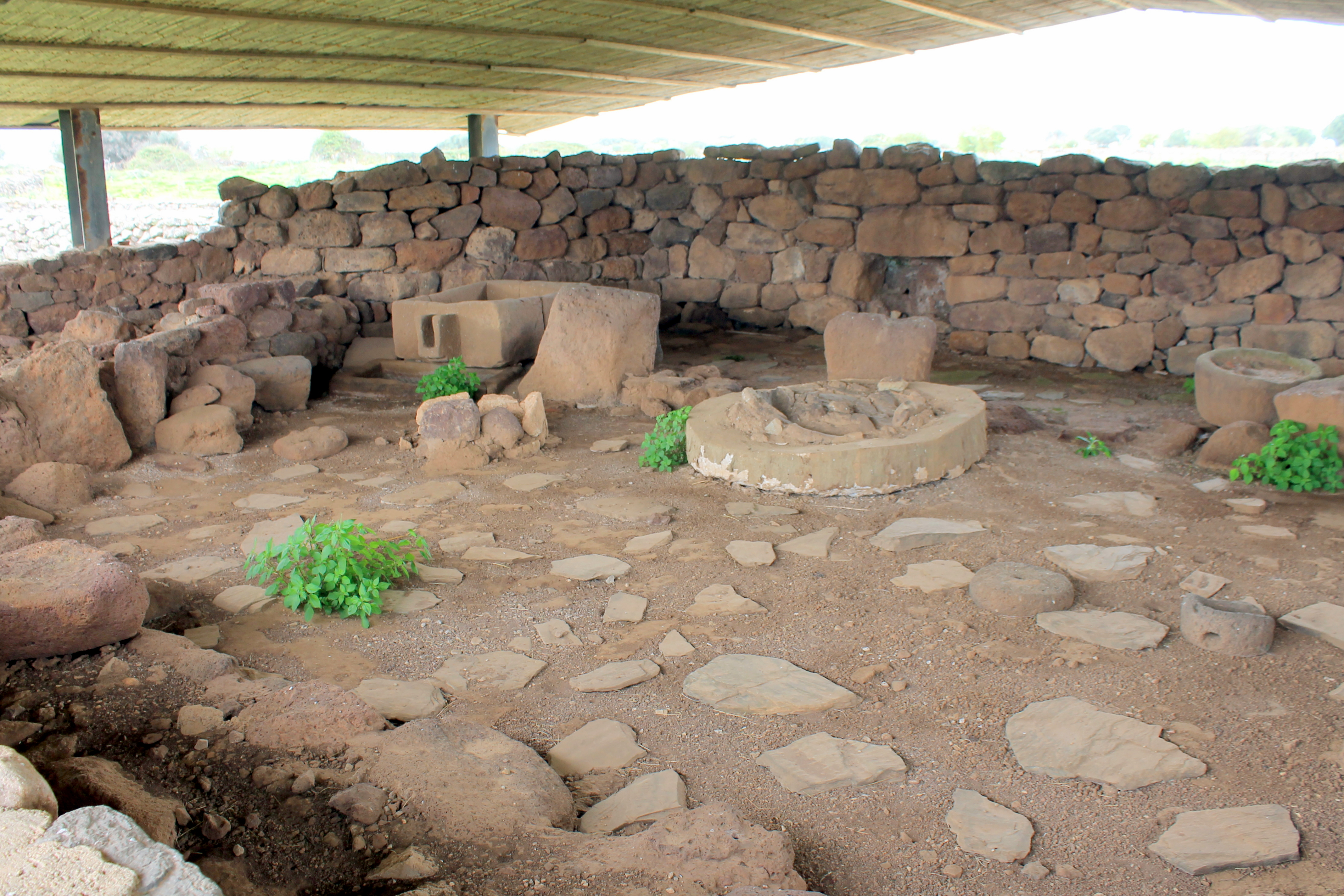
Lagares del nurague reconstituidos a la entrada del recinto arqueológico

Durante las excavaciones se encontró un complejo sistema de drenaje y canalización de agua. A continuación se describen algunos espacios importantes: los dos lagares, los patios y algunas de las torres de este lugar.

#### Lagares
Estos dos lagares para el vino están ubicados en dos puntos distintos. El primero, de época romana, está situado entre las torres D y E (ver plano abajo, derecha), tiene planta cuadrangular irregular y estaba destinado exclusivamente a una actividad agrícola practicada por una comunidad romanizada que transformó algunas partes del complejo nurágico en una especie de villa rústica. El segundo, en cambio, se sitúa en el patio central B, es también de época romana y estaba destinado asimismo a actividades agrícolas. Otro elemento que tienen en común estos dos ambientes es la presencia de depósitos superpuestos de arenisca, utilizados para prensar la uva y recoger el mosto. Los dos lagares fueron desmontados de su sitio original y vueltos a montar bajo techo, a la entrada del recinto arqueológico, para permitir la prosecución de la excavaciones.

#### Patio X
Es el patio más grande del nurague, desde el que podemos ver tres torres del bastión pentalobulado. Aún es visible buena parte de los derrumbes, y los estudios arqueológicos han permitido resaltar las bases de las torres construidas según la técnica megalítica: superponiendo piedras de gran tamaño y rellenando los espacios vacíos con piedras más pequeñas. En esta zona se encuentra la torre central (torre A): alcanzaba una altura de entre 25 y 30 m, y se supone que fuera la más alta conocida hasta entonces: según los cálculos realizados considerando el volumen del material pétreo excavado (dado que esta torre cayó casi por entero al patio interior, sellándolo) y el ángulo de la parte aún existente, el software utilizado dio una altura de 27 metros. La torre G, en cambio, parece ser la única que no está comunicada con el patio, mientras que la torre F, situada al final del patio, presenta una gran abertura no original: la piedra oblicua está rota y carece de un bloque que le servía de sostén; se presume que esta modificación se realizó en época romana.

#### Patio K1
En este lugar se encontraban uno de los dos lagares para la elaboración de vino, y la Cabaña de Reuniones: la cabaña más grande de época nurágica, en cuyo interior hay un banco corrido por el perímetro interno. En el centro se encuentra la base de un hogar. Fue reutilizado hasta época romana y vándala.

#### Patio B
Este es el patio central, donde se encuentra un sistema de canalización de agua de lluvia dentro de un aljibe aún visible. A este patio se conectan cuatro torres (C, D, E, F) más la central A.

#### Torre A

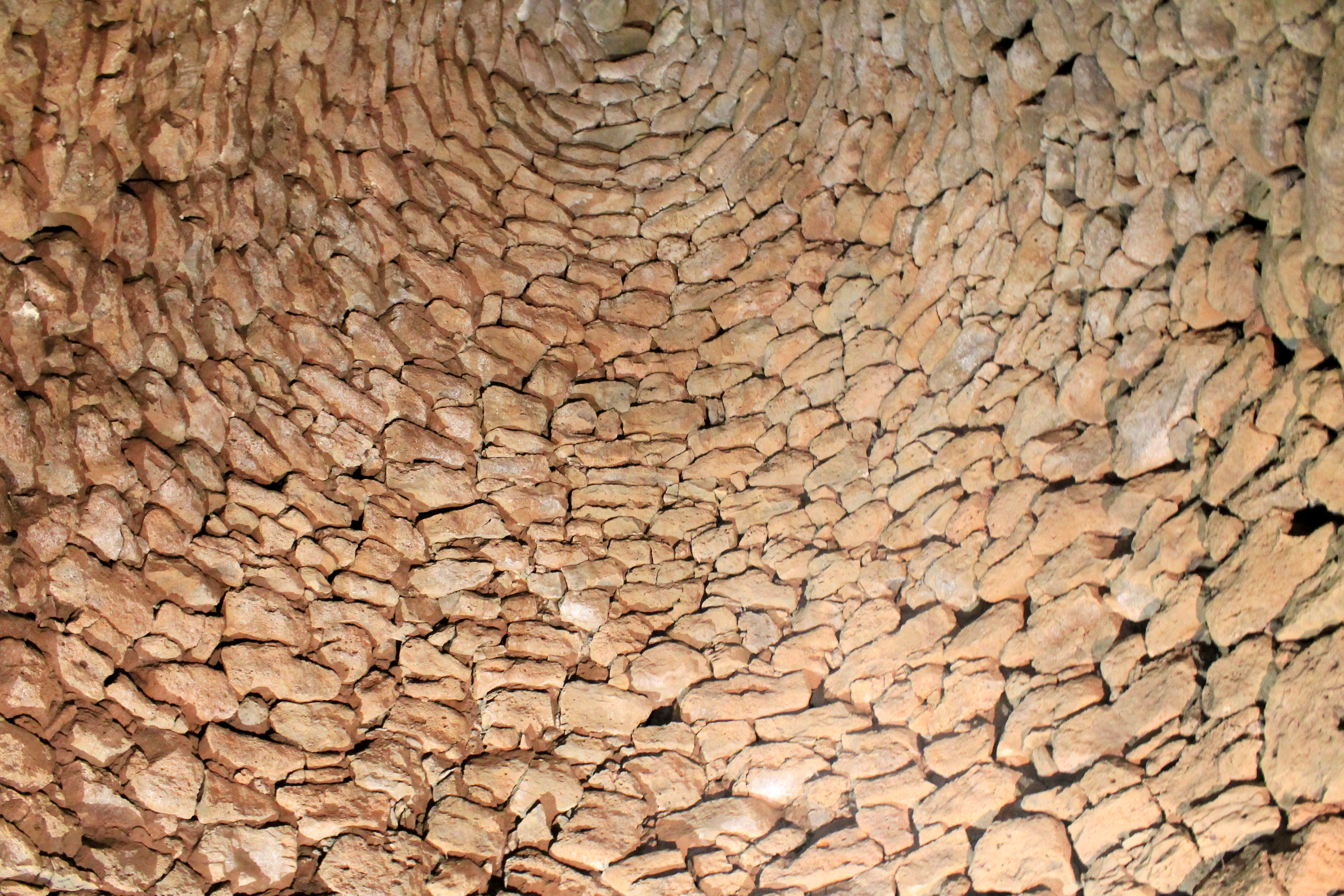
Falsa cúpula de la torre A

Originalmente tenía tres pisos, de los que hoy solo queda uno. En el interior se encuentra el tholos, una cubierta de falsa cúpula obtenida con un estrechamiento progresivo del círculo de cada hilera de piedras. La altura del interior es de unos once metros. En el centro hay un hogar en el que se halló una vasija votiva que presenta orificios en la base para permitir la salida del líquido contenido. La vasija presente hoy en el lugar (ver galería de imágenes, más abajo) es una copia.

#### Torre C
Definida por los arqueólogos como la torre de las mujeres, se encontraron en ella objetos de uso femenino: husos para hilar lana, agujas y puñales de hueso, piedras de molino para cereales. Originalmente esta torre también tenía un techo de tholos.

## Excavaciones
El yacimiento arqueológico ha sido objeto de campañas de excavación sistemáticas solo desde 1981, campañas que han revelado su complejidad estructural.
Para una presentación general del monumento y del estado de los conocimientos hasta mediados del siglo XX, es necesario hacer referencia a lo descrito por Vittorio Anedda (1876-1959), considerado el primer estudioso y descubridor del «Gigante Rojo», que ya en las primeras décadas del siglo XX realizó una precisa descripción del lugar, publicada posteriormente en el Giornale d'Italia del 9 de agosto de 1922 con el título «Desde Cerdeña. Un nuevo nurague gigantesco». La descripción de Anedda, que incluye estudios y planos del monumento, es la primera que se realizó, y precedió en más de treinta años a los artículos científicos dedicados al sitio arqueológico.
Las excavaciones se reanudaron en 2012 con carácter anual y se caracterizan por la aplicación de metodologías estratigráficas con las que ha sido posible realizar reconstrucciones paleoambientales detalladas del sitio. Se cree que un gran porcentaje del complejo queda por excavar.

## Otras estructuras
En los alrededores del nurague se pueden observar algunas cabañas y una tumba de gigantes, llamada Tumba de la Espada, objeto de recientes excavaciones.

## Galería de imágenes

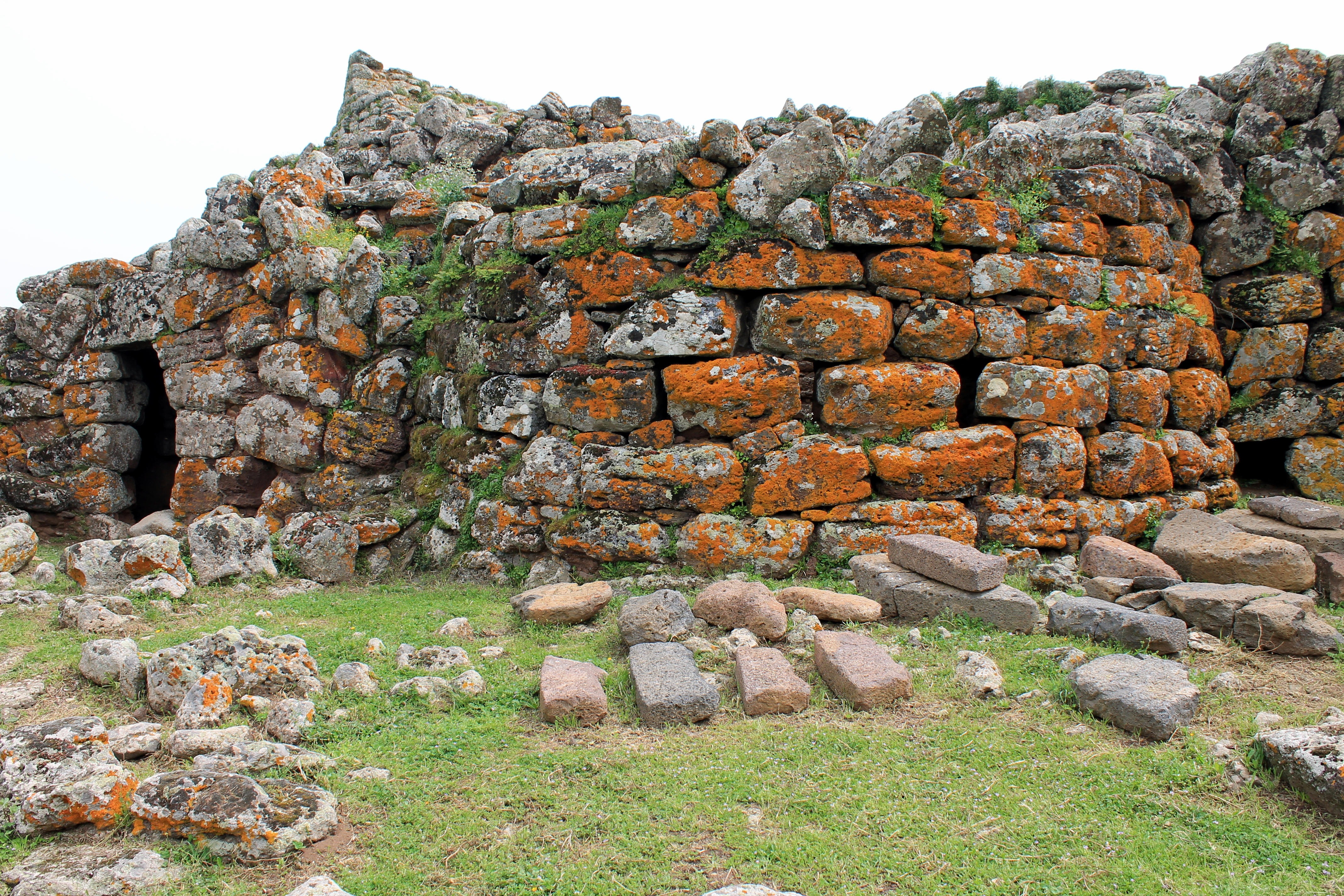
Bloques basálticos recubiertos de líquenes
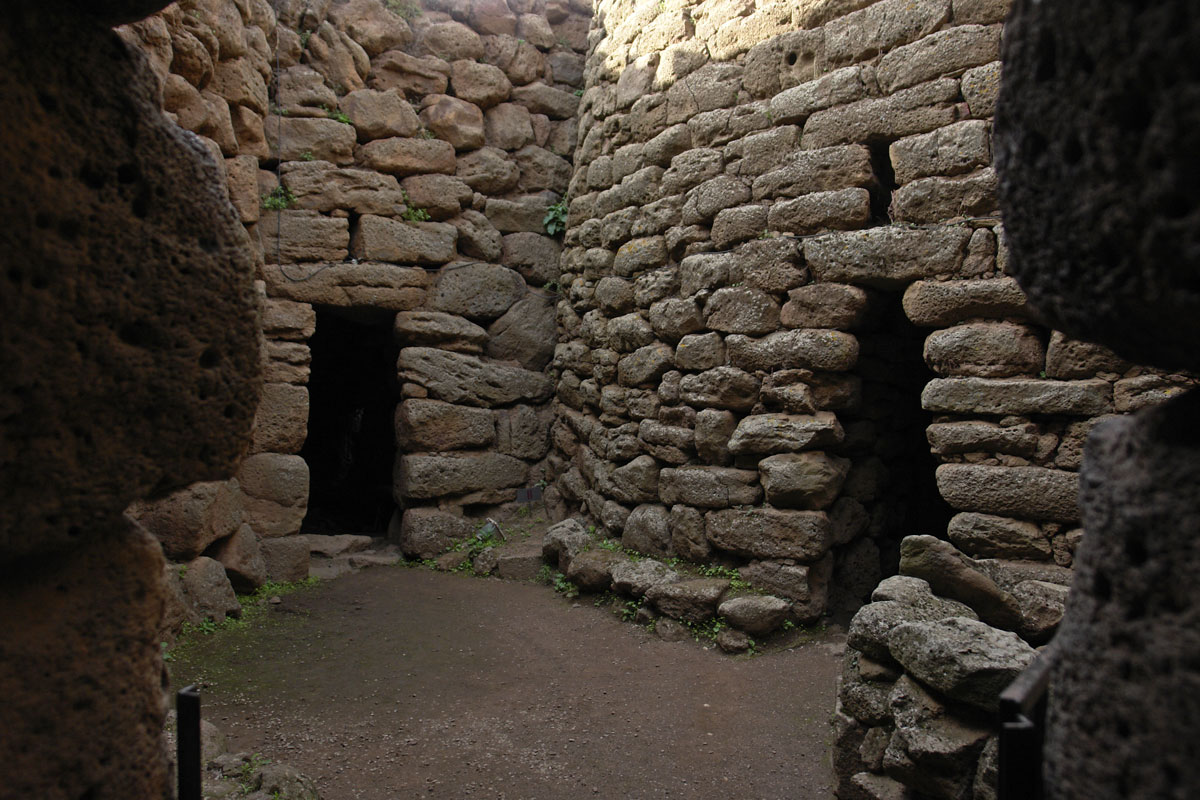
Interior
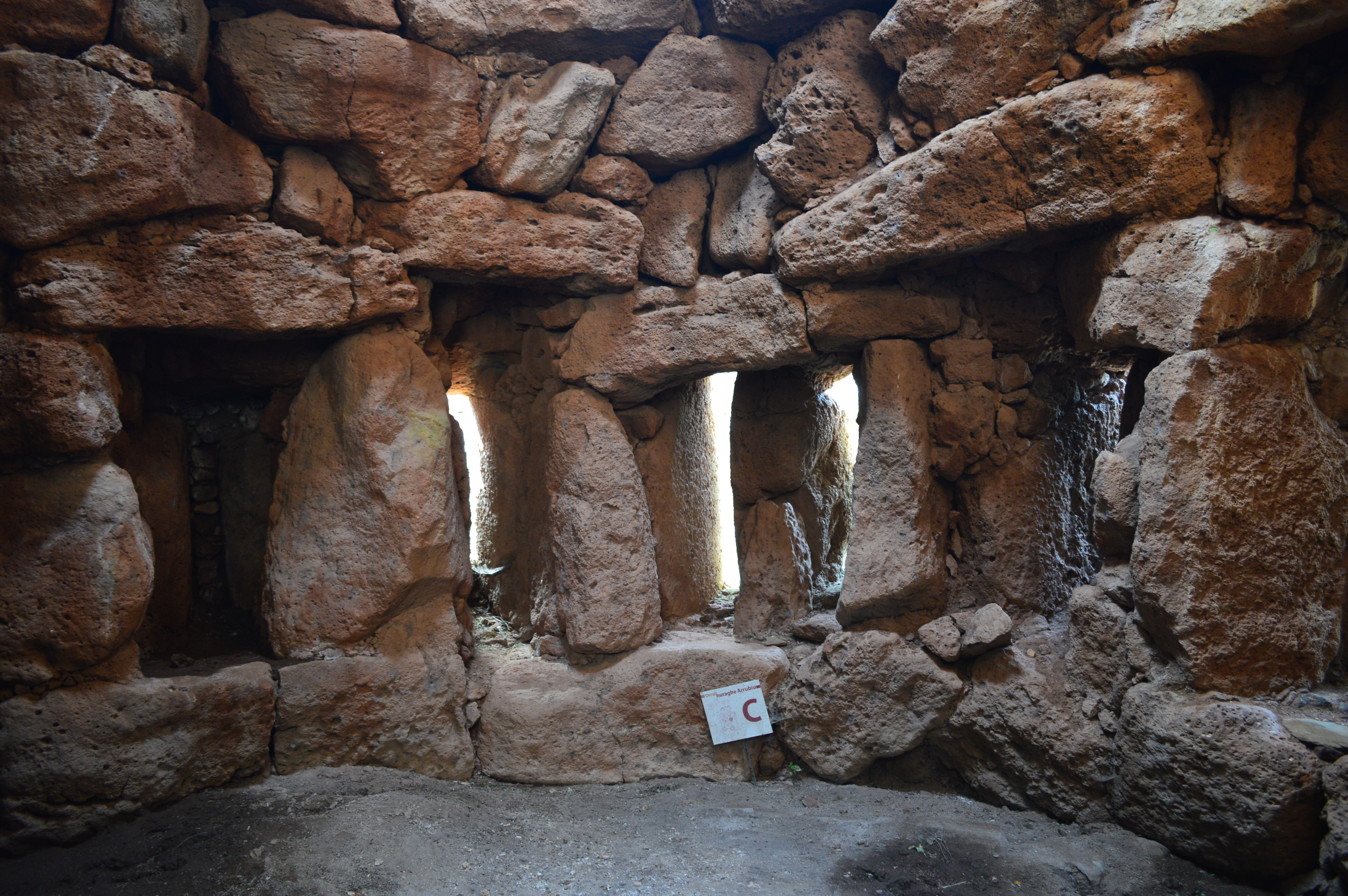
Torre C
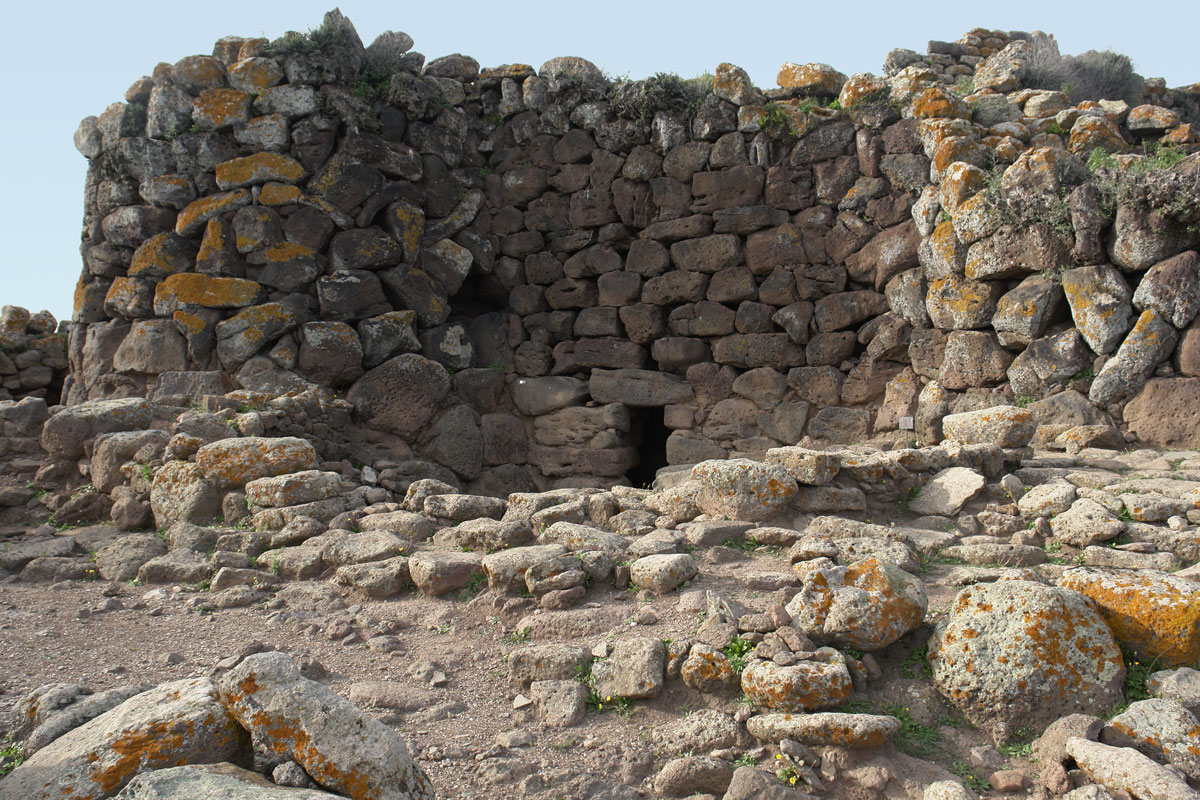
Nurague Arrubiu
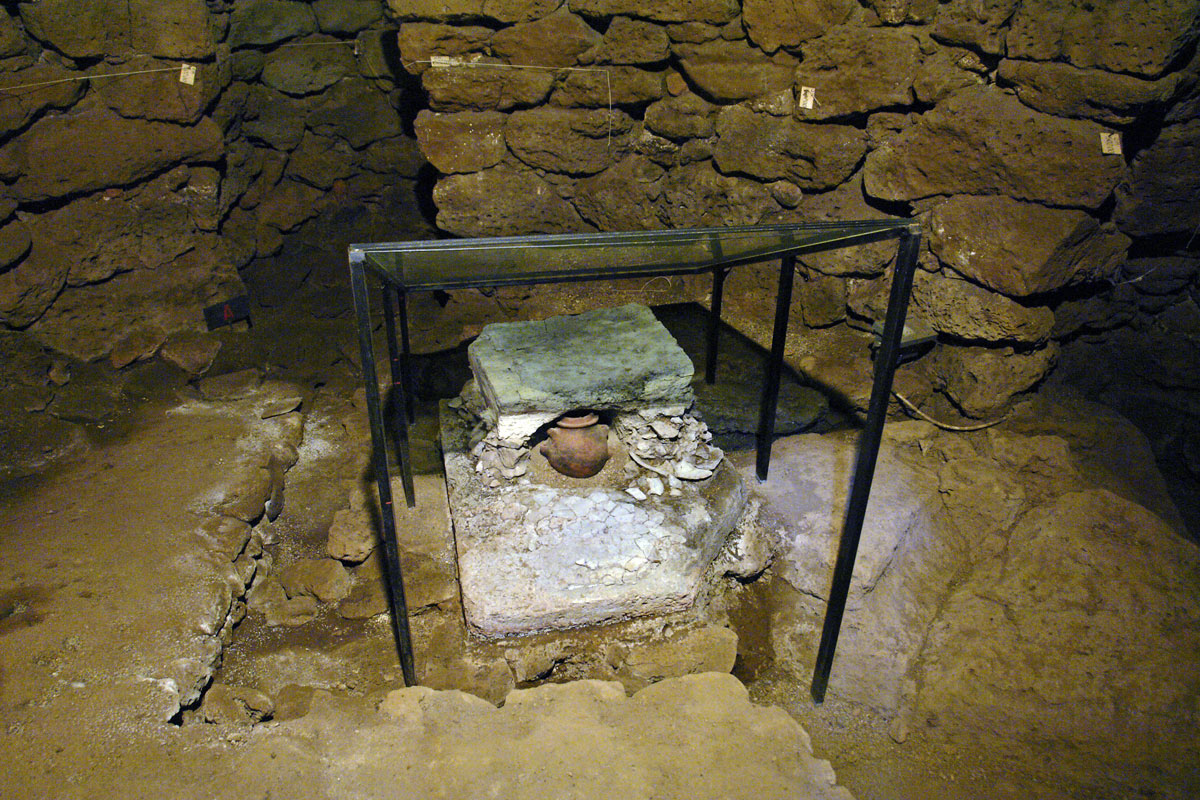
Nurague Arrubiu
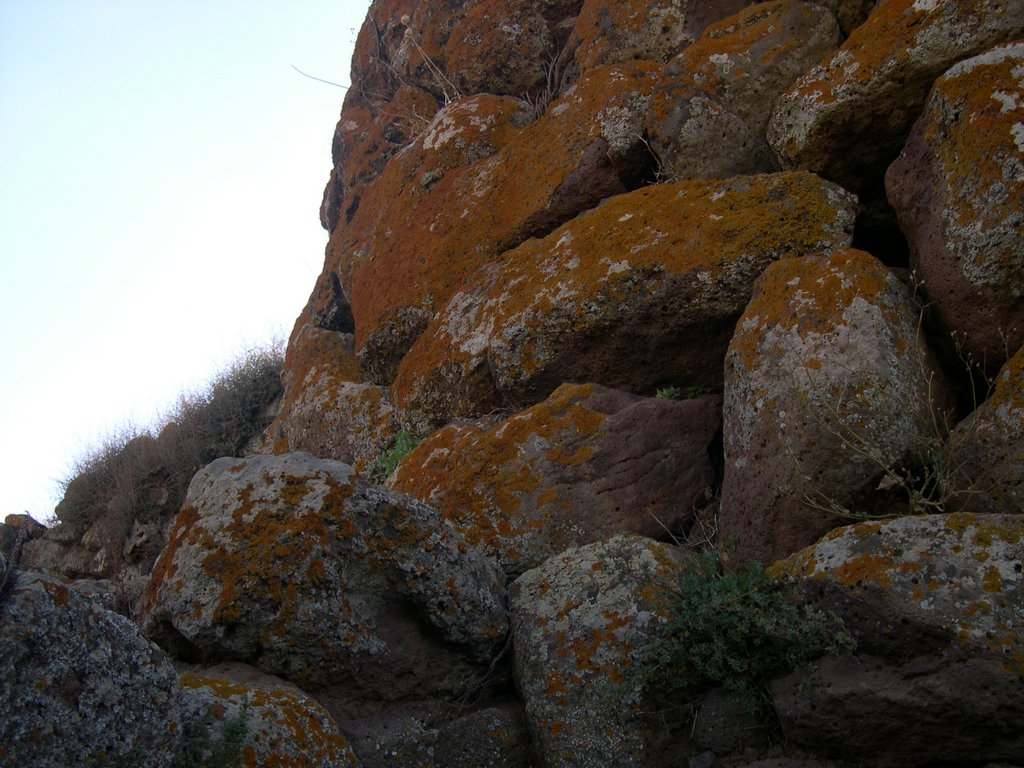
Detalles de los líquenes
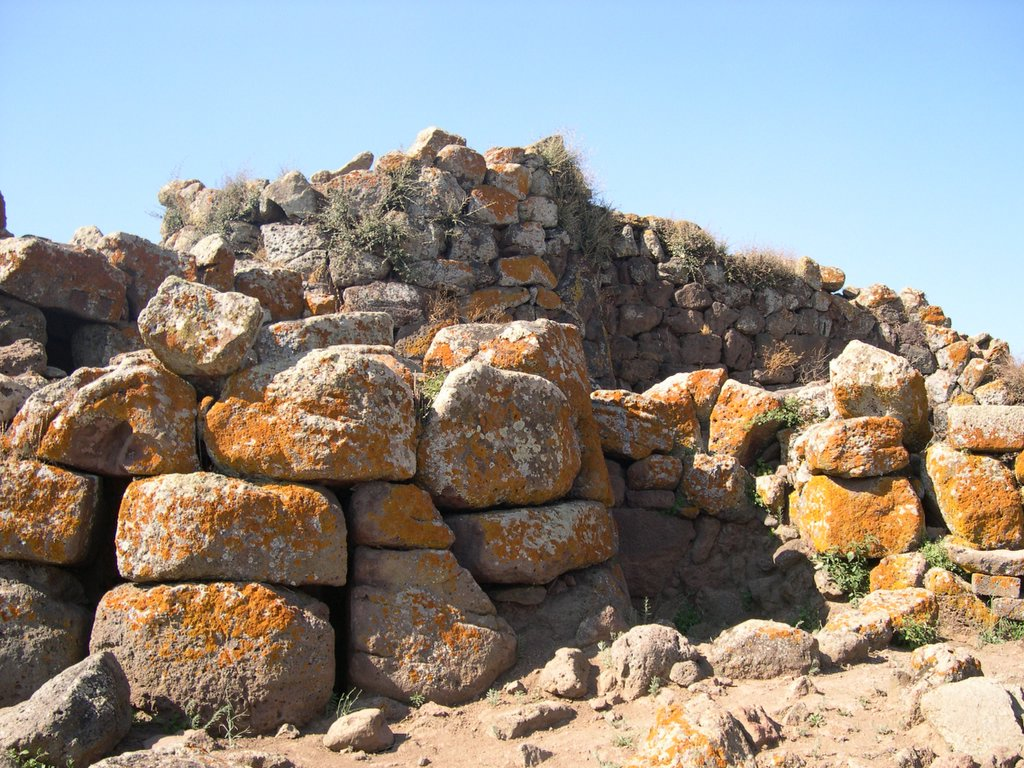
Detalle de la torre